# Muriel Freeman
Pour les articles homonymes, voir Freeman.
Muriel Bolton Freeman, née le 9 septembre 1897 à Worcester et morte en 1980 à Northampton, est une escrimeuse britannique, ayant pour arme le fleuret.

## Biographie
Muriel Freeman est sacrée vice-championne olympique d'escrime dans l'épreuve individuelle de fleuret aux Jeux olympiques d'été de 1928 à Amsterdam après avoir terminé quatrième lors des Jeux olympiques d'été de 1924 à Paris.